# Елко (Пенсилванија)
Елко (енгл. Elco) град је у америчкој савезној држави Пенсилванија.

## Демографија
По попису из 2010. године број становника је 323, што је 39 (-10,8%) становника мање него 2000. године.
| Група             | 2000.       | 2010.       |
| Белци             | 355 (98,1%) | 317 (98,1%) |
| Афроамериканци    | 0 (0,0%)    | 2 (0,6%)    |
| Азијати           | 4 (1,1%)    | 1 (0,3%)    |
| Хиспаноамериканци | 0 (0,0%)    | 0 (0,0%)    |
| Укупно            | 362         | 323         |